# صلاح أبو فناس

## صلاح أبو فناس
رياضي و بطل كمال أجسام من ليبيا متحصل على عديد القلائد و حاصل على لقب بطل أبطال العالم في بناء الأجسام سنة 2012 و التي أقيمت في الإكوادور

### مقالات
منتديات كووووورة 